# Дієнец
Дієнец (рум. Dieneț) — село у повіті Бакеу в Румунії. Входить до складу комуни Пинчешть.
Село розташоване на відстані 223 км на північ від Бухареста, 29 км на південь від Бакеу, 100 км на південний захід від Ясс, 124 км на північний захід від Галаца, 135 км на північний схід від Брашова.

## Населення
За даними перепису населення 2002 року у селі проживали 686 осіб. Рідною мовою 685 осіб (99,9%) назвали румунську.
Національний склад населення села:
| Національність | Кількість осіб | Відсоток |
| -------------- | -------------- | -------- |
| румуни         | 663            | 96,6%    |
| цигани         | 23             | 3,4%     |